# توماس أندرسون (متسابق يخت)
توماس أندرسون (بالإنجليزية: Thomas Anderson)‏ هو متسابق يخت أسترالي، ولد في 24 يوليو 1939، وتوفي في 28 يوليو 2010.

## وصلات خارجية
- توماس أندرسون على موقع الاتحاد الدولي للملاحة الشراعية (موقع جديد) (الإنجليزية)
- توماس أندرسون على موقع اللجنة الأولمبية الدولية (الإنجليزية)
- توماس أندرسون على موقع أوليمبيديا (الإنجليزية)
- توماس أندرسون على موقع اللجنة الأولمبية الأسترالية (الإنجليزية)
- توماس أندرسون على موقع قاعة أستراليا للمشاهير الرياضية (الإنجليزية)